# Coonawarra
Coonawarra ist ein Weinanbaugebiet in Australien und liegt ca. 350 km südöstlich von Adelaide. Auf 5500 Hektar Rebfläche wird hauptsächlich Rotwein, vor allem der Rebsorten Cabernet Sauvignon und Shiraz, angebaut.
Die ersten Reben wurden 1890 von John Riddoch, dem Gründer der Coonawarra Fruit Colony, gepflanzt. Die Besonderheit von Coonawarra sind die roten Ton-Kalkstein-Böden, auch terra rossa genannt.